# Еса Хукканен
Еса Хукканен (фін. Esa Hukkanen, 25 лютого 1963) — фінський боксер, призер чемпіонату Європи серед аматорів.

## Аматорська кар'єра
На чемпіонаті Європи 1985 року програв в першому бою.
На чемпіонаті світу 1986 року програв в першому бою.
На чемпіонаті Європи 1987 завоював бронзову медаль.
- В 1/8 фіналу переміг Пітера Звезерийнена (Нідерланди) — 4-1
- У чвертьфіналі переміг Пітера Мокрика (Швеція) — 4-1
- У півфіналі програв Генрику Петричу (Польща) — 0-5

На літніх Олімпійських іграх 1988 року переміг Роберто Мартінеса (Гондурас) і програв Золтану Фюзесі (Угорщина).
Після завершення виступів перейшов на тренерську роботу.